# Ni·Bi·Ru : Sur la piste des dieux Mayas
Pour les articles homonymes, voir Nibiru (homonymie).
Ni·Bi·Ru - sur la piste des dieux Mayas est un jeu d'aventure de style point & click sorti le 11 mars 2005 sur PC, développé par Future Games et édité en France par Micro Application. Le scénario n'est cependant pas nouveau : Future Games a entièrement repris l'intrigue d'un de ses précédents jeux, Posel Bohů, sorti en 1998 en langue tchèque uniquement. Le moteur graphique du jeu est le même que celui du célèbre jeu d'aventure The Black Mirror, précédent jeu du développeur.

## L'intrigue
Le jeu se déroule à l'époque de la sortie du jeu, en 2004.
En République tchèque, lors de la construction d'une autoroute, des ouvriers découvrent l'existence d'un souterrain. Il s'agit d'un tunnel datant de la Seconde Guerre mondiale visiblement occupé à l'époque par les Allemands. Le Musée de Bohême occidentale est alors alerté de la découverte, et peu de temps après, l'anecdote apparaît dans la presse.
L'article attire particulièrement l'attention du professeur François de Vilde, un Français résidant à Paris. Ce dernier est un passionné d'archéologie, et il souhaite aller découvrir sur place le tunnel en question pour une raison bien particulière… Malheureusement, à cause de son grand âge, il ne peut plus se déplacer, et il demande donc à son neveu Martin de mener les recherches à sa place.
Martin Holan est un jeune Tchèque qui travaille en France, étudiant l'archéologie et la linguistique. Au tout début du jeu, on le voit dans son bureau de travail, celui-ci consistant à classer des archives. On apprend rapidement que ce travail ne lui plait guère.
Dans la cinématique d'introduction, Martin reçoit un appel de son oncle qui lui demande de le rejoindre chez lui pour parler de l'expédition. François pense que ce qui se cache dans le tunnel a trait au projet de guerre allemand (virtuel) "Nibiru", qui aurait consisté à obtenir l'aide des extraterrestres de la planète éponyme, aussi désignée sous le nom de la "12ème planète", de façon à remporter la guerre. Le projet n'aurait pas pu arriver à son terme avant la capitulation de l'Allemagne, bien que, d'après François, "les Allemands étaient près du but".
Ainsi, Martin doit partir dans la soirée pour Prague et rencontrer là-bas Barbora Kanska, une amie de François qui pourra l'aider dans son projet…

## Système de jeu
Le jeu se base sur le système de point & click. C'est un jeu à la troisième personne, où le seul personnage contrôlé est Martin (doublé par Bruno Choël en français). Dans des décors en deux dimensions, le joueur doit résoudre des énigmes en discutant avec les personnages alentour et en utilisant les objets qu'il a ramassés en cours de route, dans un style typique du jeu d'aventure.

## Clins d'œil à l'univers de Future Games
- Sur le bureau de Barbora, Martin trouve une boîte du jeu Posel Smrti (nom Tchèque de Black Mirror). En cliquant dessus, Martin dit : « ça me rappelle quelque chose, hmmm… »
- Lorsque Martin Holan doit entrer dans l'immeuble de Barbora Kanska, le joueur doit d'abord essayer de sonner chez la jeune femme. Ainsi, à côté de la porte de l'immeuble, se trouve un interphone avec une sonnette pour chaque nom des résidents de l'immeuble. En étant attentif, on se rend compte que trois noms sans intérêt pour la suite de l'intrigue sont les noms de développeurs de Future Games. En effet, on retrouve les noms de Martin Malik, fondateur de Future Games, M. Špeta (Marcel Špeta), directeur financier, et M. Preisler (Martin Preisler), programmeur et réalisateur du moteur graphique AGDS sur lequel est basé le jeu.

## Éditions
En France, Ni.Bi.Ru a été édité dans deux versions. La première, apparue en février 2005, est une version « simple » sur 2 CD et sans bonus. En octobre est sortie la version « collector ». Cette édition comporte, en plus du jeu, un guide de solution illustré ainsi qu'un CD-Rom de making-of avec des interviews de l'équipe de développement, les musiques du jeu et des informations supplémentaires sur le mythe de la douzième planète, Nibiru.

## Accueil
- Adventure Gamers : 3/5[2]
- Jeuxvideo.com : 14/20[1]
- Computer idea : 6,5/10[3]